# Final da Copa das Confederações FIFA de 2003
A Final da Copa das Confederações de 2003 foi um jogo de futebol que determinou o campeão da Copa das Confederações de 2003. O jogo aconteceu no Stade de France na cidade Saint-Denis, França, no dia 29 de junho de 2003 e foi disputado pelos Camarões e França. O jogo só foi decidido na prorrogação, com o jogo sendo finalizado na marcação do gol de ouro por parte do jogador Thierry Henry. Este foi o segundo título francês na competição.

## Detalhes do jogo
| 29 de junho de 2003 | Camarões | 0 – 1     | França    | Stade de France, Saint-Denis             |
| 21:45 (UTC+2)       |          | Relatório | Henry 98' | Público: 51,985 Árbitro: Valentin Ivanov |

| Camarões | França |

| CAMARÕES         |    |                |                               |     |
|                  |    |                |                               |     |
|                  | 1  | Kameni         |                               |     |
|                  | 3  | Perrier-Doumbé |                               |     |
|                  | 4  | Song (c)       |                               |     |
|                  | 5  | Atouba         |                               |     |
|                  | 7  | M'bami         | Penalizado com cartão amarelo |     |
|                  | 8  | Geremi         |                               |     |
|                  | 11 | Ndiefi         |                               | 67' |
|                  | 13 | Mettomo        |                               |     |
|                  | 16 | Mezague        |                               | 91' |
|                  | 18 | Idrissou       |                               |     |
|                  | 19 | Djemba-Djemba  |                               |     |
| Substituições:   |    |                |                               |     |
|                  | 9  | Eto'o          |                               | 67' |
|                  | 10 | Emana          |                               | 91' |
| Técnico:         |    |                |                               |     |
| Winfried Schäfer |    |                |                               |     |

| FRANÇA          |    |              |                               |     |
|                 |    |              |                               |     |
|                 | 16 | Barthez      |                               |     |
|                 | 3  | Lizarazu     |                               |     |
|                 | 5  | Gallas       |                               |     |
|                 | 6  | Dacourt      | Penalizado com cartão amarelo | 90' |
|                 | 8  | Desailly (c) |                               |     |
|                 | 9  | Cissé        |                               |     |
|                 | 10 | Giuly        |                               |     |
|                 | 11 | Wiltord      |                               | 65' |
|                 | 12 | Henry        |                               |     |
|                 | 18 | Pedretti     |                               |     |
|                 | 19 | Sagnol       |                               | 76' |
| Substituições:  |    |              |                               |     |
|                 | 7  | Pirès        |                               | 65' |
|                 | 15 | Thuram       |                               | 76' |
|                 | 17 | Kapo         |                               | 90' |
| Técnico:        |    |              |                               |     |
| Jacques Santini |    |              |                               |     |

| Melhor em campo: Henry Assistentes: Gennady Krasyuk Yuri Dupanov Quarto árbitro: Carlos Amarilla |